# Bendis cinerea
Bendis cinerea là một loài bướm đêm trong họ Noctuidae.